# Sävstaholm (manzana)
Sävstaholm es el nombre de una variedad cultivar de manzano (Malus domestica). 
Un híbrido de manzana, variedad de la herencia originaria de Suecia, como plántula casual de semilla. 
Las frutas tienen la carne de color blanca con hilos vasculares rojos, pulpa con textura de grano grueso, crujiente y tierna, sabor jugoso y dulce. 
Tolera la zona de rusticidad delimitada por el departamento USDA, de nivel 2 a 6.

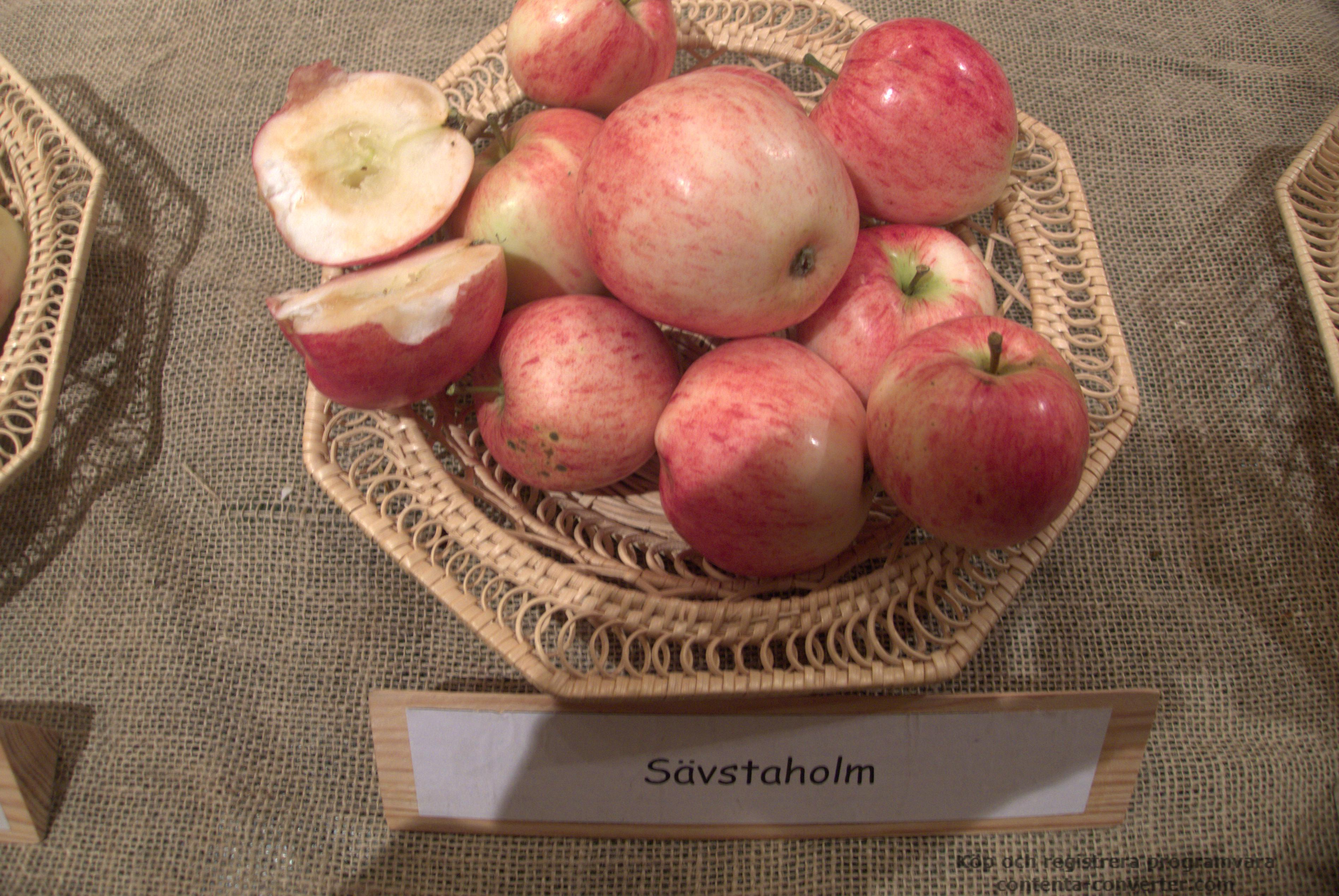
La manzana 'Sävstaholm'.

## Sinonimia
- "Apfel von Softaholm",
- "Saefstaholm",
- "Saefstaholm Rosenapple",
- "Safstaholms Apfel",
- "Safstaholms Rosenapple",
- "Safstaholms-apple",
- "Safstaholmsaple",
- "Safstanholm",
- "Saftsaholms",
- "Satstaholm",
- "Sevstaholm".

## Historia
'Sävstaholm' es una variedad de manzana de la herencia, plántula casual de semilla encontrada por casualidad en 1851 por el viverista CF Rydstromen en el Castillo de Sävstaholm en la localidad de Vingåker, en la Provincia de Södermanland.
El árbol madre, que ha sido protegido desde 1921, aún permanece vivo en Vingåker . 
La variedad de manzana 'Sävstaholm' está cultivada en diversos bancos de germoplasma de cultivos vivos tales como en National Fruit Collection (Colección Nacional de Fruta) de Reino Unido con el número de accesión: 1927-003 y "nombre de accesión :Savstaholm". Así mismo está cultivada en el Arboretum Norr. Su descripción está incluida en la relación de manzanas cultivadas en Suecia en el libro "Äpplen i Sverige : 240 äppelsorter i text och bild.
"-(Manzanas en Suecia: 240 variedades de manzanas en texto e imagen).

## Características
'Sävstaholm' es un árbol de un vigor fuerte, tiene un crecimiento muy fuerte y da una cosecha a una edad temprana. Tiene un tiempo de floración que comienza a partir del 28 de abril con el 10% de floración, para el 4 de mayo tiene una floración completa (80%), y para el 11 de mayo tiene un 90% caída de pétalos.
'Sävstaholm' tiene una talla de fruto es mediano; forma ovalada, a cónica, con el contorno irregular con el eje de simetría desplazado en un lateral; con nervaduras de débiles a medias, y corona de débil a media; piel fina y ligeramente brillante, además de grasa, epidermis con color de fondo es blanco amarillento, con un sobre color de lavado de rojo a rojo más intenso en la parte expuesta al sol, importancia del sobre color de bajo a medio (15-55%), y patrón del sobre color chapa / rayas, presenta algunas rayas discontinuas jaspeadas de color más intenso, y algunas de las franjas se extienden hacia las caras sombreadas, lenticelas de tamaño pequeño, ruginoso-"russeting" (pardeamiento áspero superficial que presentan algunas variedades) bajo; cáliz es pequeño y parcialmente abierto, enclavado en una cuenca amplia y poco profunda, rodeado por una corona tenue y regular; pedúnculo es corto y de grosor medio, enclavado en una cuenca profunda y estrecha, con algo de ruginoso-"russeting" en las paredes; carne de color blanca con hilos vasculares rojos, pulpa con textura suelta y sabor agridulce con un ligero aroma.
La manzana es comestible en septiembre madura en octubre-noviembre y se puede almacenar hasta Navidad. El clima significa mucho para este tipo de sostenibilidad. En Skåne, la variedad rápidamente se vuelve harinosa (1-2 semanas), pero cultivada en el norte de Norrland, la variedad dura hasta Navidad.

## Usos
Una buena manzana para comer fresca en postre de mesa. Esta variedad de manzana ha sido vendida por la mayoría de los viveros suecos. La variedad también se ha cultivado en Noruega, Dinamarca, y Finlandia.

## Ploidismo
Diploide, polen auto estéril, 'Sävstaholm' tiene los genes de autoesterilidad S1S ?. Para su polinización necesita variedad de manzana con polen compatible del Grupo de polinización B Día 4, ('Farmors Juläpple', 'Discovery' e 'Ingrid Marie').

## Susceptibilidades
Presenta cierta resistencia a la sarna del manzano y al mildiu.